# Barkat (ville)
La  ville industrielle pharmaceutique de Barkat (persan : شهرک صنعتی دارویی برکت) est la première ville de recherche pharmaceutique en Iran, et enregistrée comme le premier district spécial de l'économie pharmaceutique du pays. Cette ville est située dans la préfecture de Savojbolagh dans la province d'Alborz  avec une superficie de 200 hectares dont la moitié a été consacrée à la société industrielle et à l'entreprise du savoir.
C'est aussi la plus grande ville d'industrie pharmaceutique d'Asie occidentale,,,.

## Recherche et développement, industrialisation
L'objectif principal de l'établissement de cette ville est d'investir 2 milliards de dollars pour couvrir un large éventail de besoins médicaux et pharmaceutiques, y compris la biomédecine, les dispositifs médicaux, les kits de diagnostic de laboratoire et les matériaux d'emballage pharmaceutique. Certaines productions sont exportées depuis longtemps à l'étranger en plus une offre sur le marché intérieur.
La haute technologie et la capacité de présenter de nouveaux services et innovations sont les principaux indicateurs pour coopérer avec les entreprises de la ville industrielle pharmaceutique. La ville a préparé 7500 opportunités d'emploi directement et 30000 indirectement,,,.
Dans la ville industrielle pharmaceutique de Barkat, un espace spécifique a été consacré aux entreprises établies dans les domaines de la recherche et du développement, notamment une base de connaissances concernant  la biotechnologie, la thérapie génique, la vaccination plus les incubateurs (la tuberculose), les banques de sang et les produits plasmatiques, les produits pharmaceutiques ,,. Il existe également une usine de cellules avec la participation de l' Institut Ruyan de thérapie cellulaire et d'une université internationale de pharmacie postdoctorale dans le but de fournir les chercheurs et les technologues experts nécessaires dans la petite ville.
Développer les exportations pharmaceutiques iraniennes, préparer directement 6000 opportunités d'emploi, relier l'université à l'industrie et à l'économie, réduire les coûts des médicaments pour les patients et introduire l'Iran comme principaux pôles de médicaments sont quelques-uns des objectifs de l'établissement de la ville.

### Médicaments à base de plantes

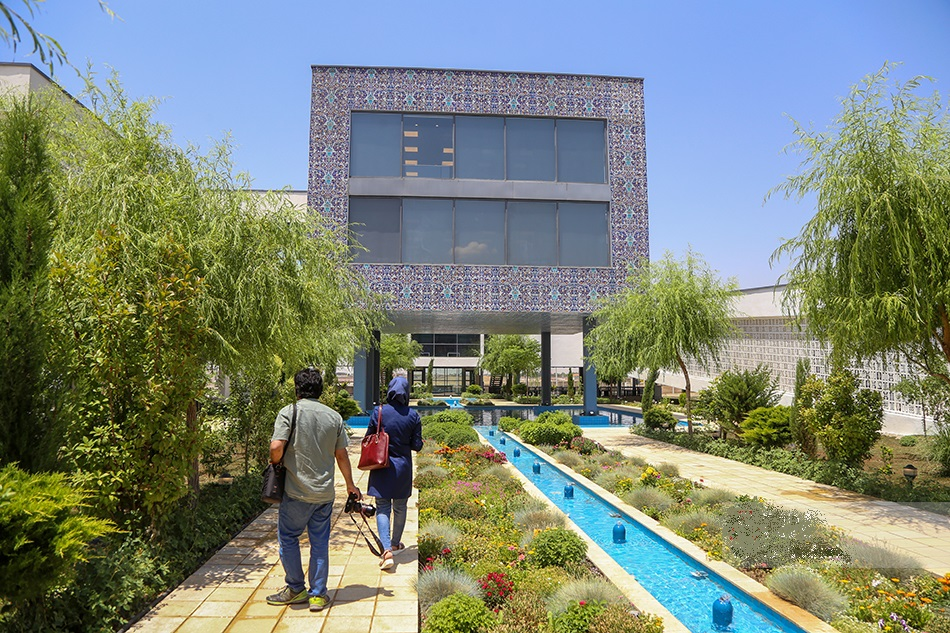
Musée du jardin des plantes médicinales (باغ موزه گیاهان دارویی) situé dans la ville industrielle pharmaceutique de Barkat

En tant que directeur de la ville, Mohammadi a déclaré qu'il y avait un investissement de 2 milliards de dollars pour produire des plantes médicinales dans la ville industrielle pharmaceutique de Barkat.
La ville contient un musée du jardin d'une superficie d'un hectare ouvert en 1395[réf. souhaitée] pour présenter, reconnaître et présenter les réalisations médicales et à base de plantes en Iran. Le musée est le salon des caractéristiques et de l'utilisation des plantes médicinales en Iran, de l'histoire de l'étude et de la recherche sur les plantes médicinales, de l'histoire de la médecine iranienne, des capacités des plantes médicinales iraniennes, ainsi que de la médecine traditionnelle pour le développement scientifique,. Le musée des plantes médicinales (situé dans la ville médicament) est apprécié au neuvième période du prix de l'architecture d'interne l'iranienne en 2016 dans le groupe des bâtiments public-culturel,,.